# VO 70
VO 70, (Volvo Open 70), är en typ av segelbåt.
Båten begränsas av så kallade boxrules, vissa grundramar inom vilka varje båtbyggare kan utveckla sina egna idéer om vad som gör båten bättre. Grundramarna slår fast att båten måste vara 70 fot lång i vattenlinjen, 31,5 meter hög och väga mellan 12,5 och 14 ton varav minst 4 ton måste vara placerade i kölen.
Kölen är en svängköl som med hjälp av hydraulik (vilket är omdiskuterat och möjligen kommer att ändras till förmån för ett annat system) kan svänga 40 grader åt vardera hållet, vilket innebär att båtarna inte längre behöver ballast i form av vatten, som motvikt till vindens kraft i seglen.
Båtarna har även två daggerboards eller centerbord på fördäck som kan sänkas ned genom båtens skrov och fungera som extra stöd för båten, som därmed kan gå högre upp mot vinden i till exempel kryss.
De tävlande lagen i Volvo Ocean Race (VOR) får ha tio besättningsmedlemmar på de långa delsträckorna, och elva i de kortare så kallade in-shore-tävlingarna, det vill säga bantävlingarna i de olika hamnarna.
Bland de saker som skiljer de olika designerna åt finns är båtarnas roder. Bruce Farr som designade fyra av de sju medverkande båtarna i Volvo Ocean Race 2005-2006 valde att endast använda ett roder, medan Juan K. (Kouyoumdjian) som designade ABN Amro 1 och ABN Amro 2 använde två. De senare båtarna var dessutom bredare och något mer skarpa linjer i formen än de förstnämnda.
Vissa ändringar har skett inför VOR 2008-09 vilka innebär att den totala vikten på båten nu måste vara mellan 13,86 och 14,00 ton för att garantera hållbarheten. Den totala vikten på kölen har ändrats till 7,4 ton för att alltför mycket vikt inte skall kunna tas ut ur själva båten för att förbättra resultaten. Titan får inte längre användas i kölen för att minska kostnaderna och öka hållbarheten.
Alla deltagande båtar måste ha två daggerboards och antingen ett eller två roder, detta för att minska på forskning- och utvecklingskostnaderna. Inga spinnakerbommar tillåts av samma skäl.

## Bilder

Stopover Stockholm 2009
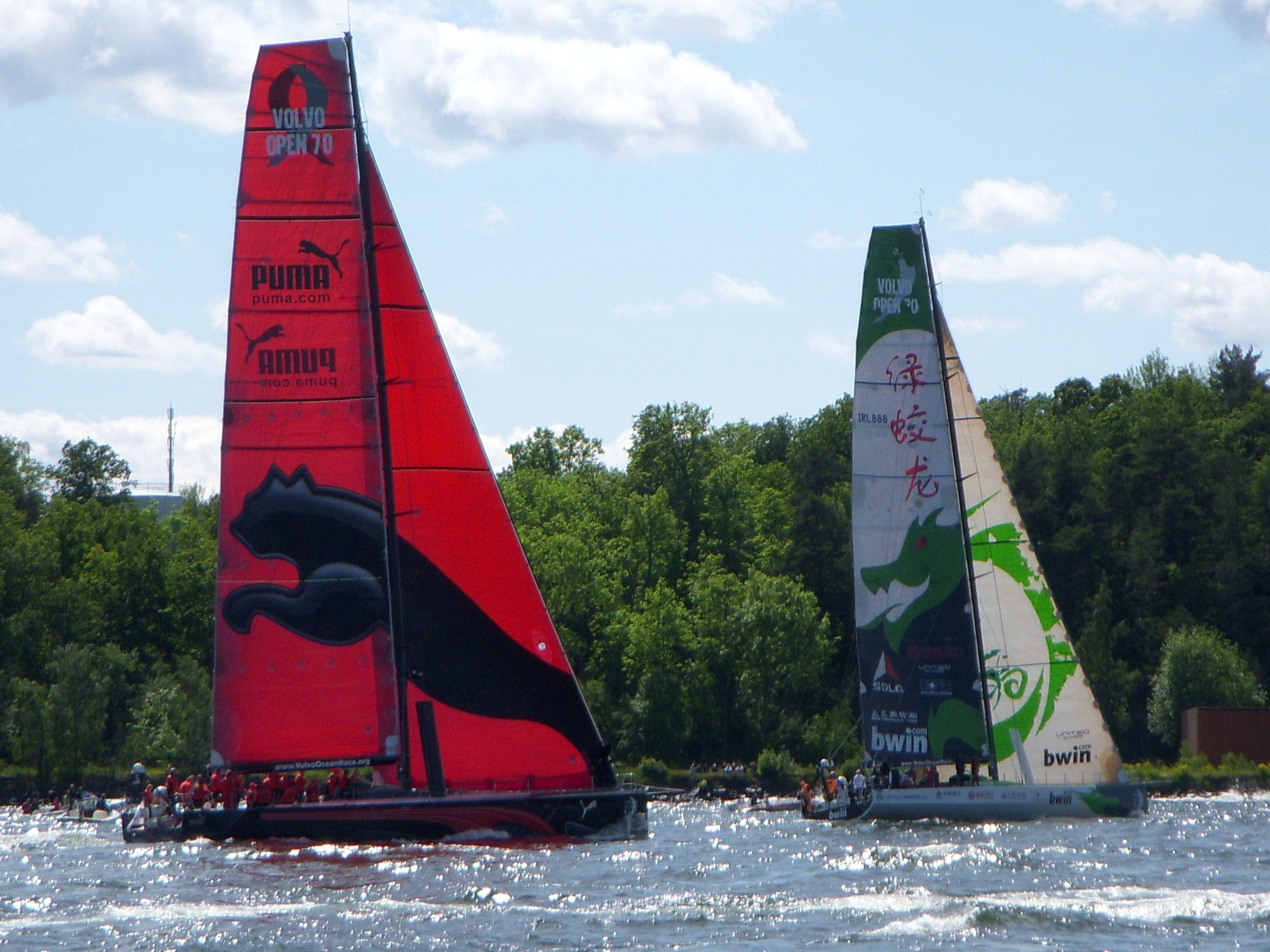
Puma och Green Dragon
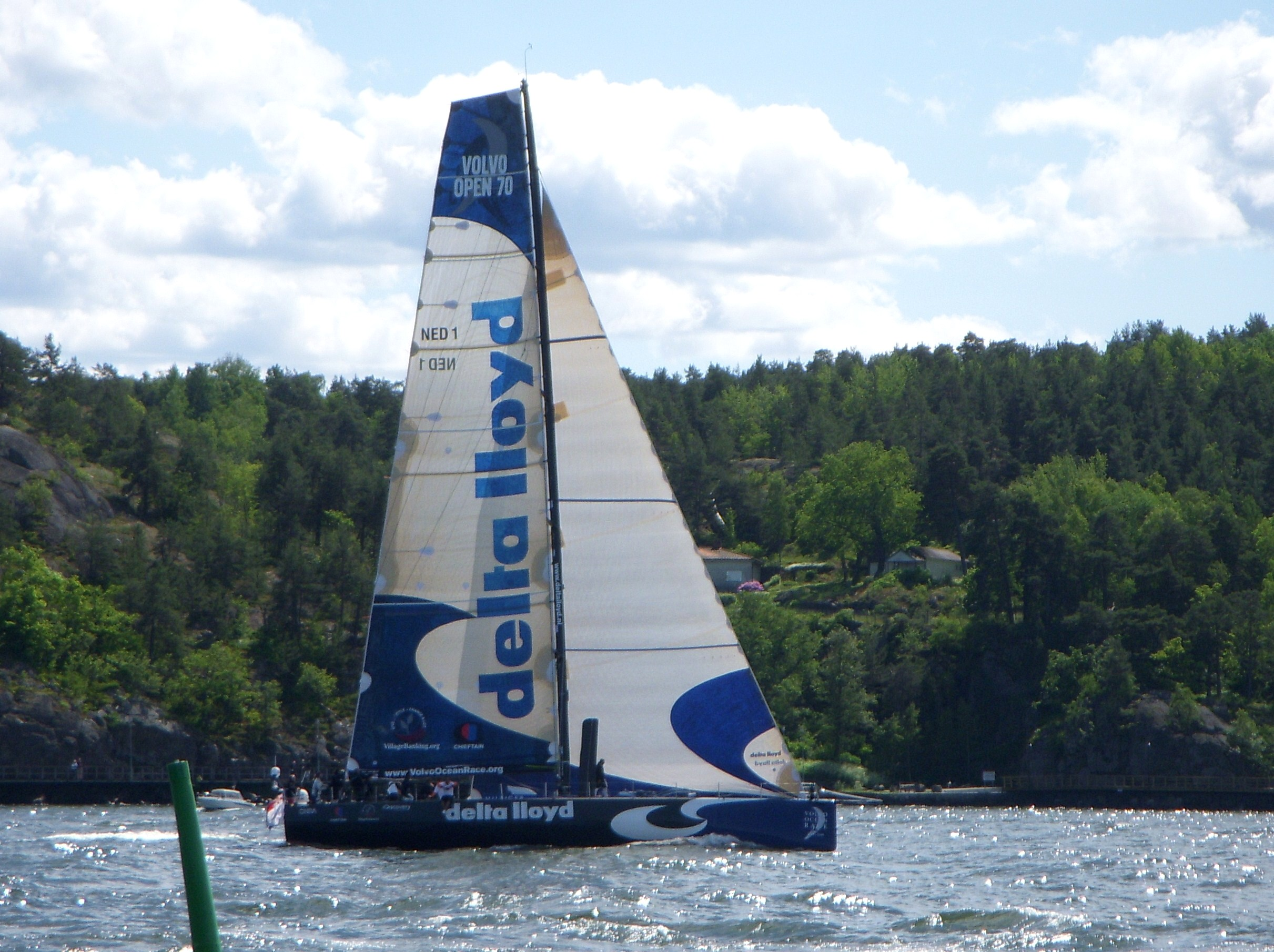
Delta Lloyd
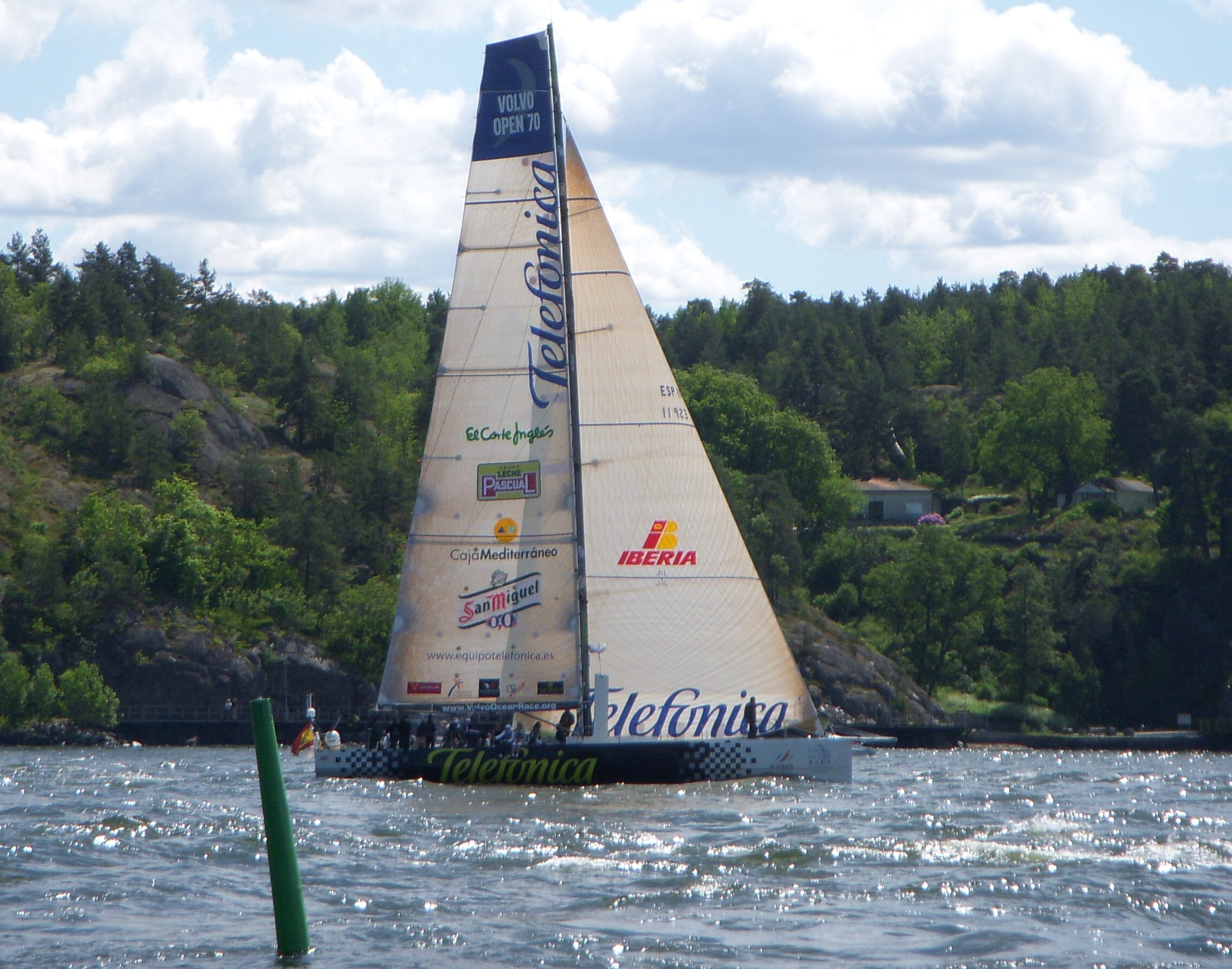
Telefónica Black

## Lista över VO 70
- ABN Amro 1 (NED 1) VOR 05-06 (Träningsbåt för Ericsson Racing Team)
- ABN Amro 2 (NED 2) VOR 05-06 (Träningsbåt för Puma Racing Team, segelnr USA 1948)
- Alicante 1 VOR 08-09
- Alicante 2 VOR 08-09
- Brasil 1 VOR 05-06
- Brunel VOR 05-06
- Black Pearl (Pirates of the Caribbean) VOR 05-06 (Träningsbåt för Mean Machine)
- Ericsson (SWE 1645) VOR 05-06
- Ericsson 3 VOR 08-09
- Ericsson 4 VOR 08-09
- Movistar VOR 05-06
- Mean Machine VOR 08-09
- Puma VOR 08-09
- Russian Challenge VOR 08-09